# پیتسی

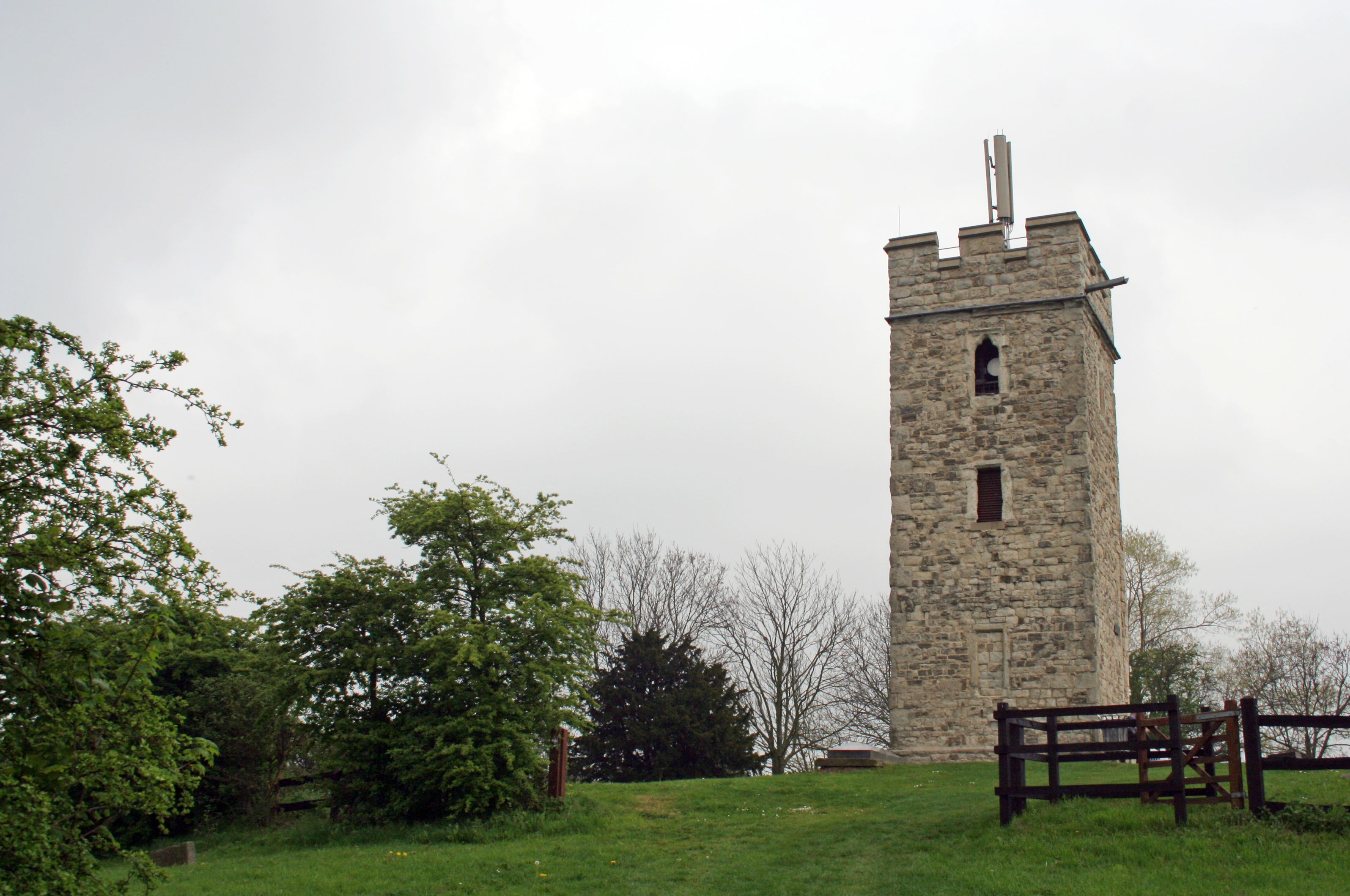
آثاری تاریخی از شهر پیتسی

پیتسی (به انگلیسی: Pitsea) یک شهرک در بریتانیا است که در Basildon واقع شده‌است. پیتسی ۲۵٬۰۰۰ نفر جمعیت دارد.